# Ann-Sofi Topelius
Ann-Sofi Topelius, född Berg 26 maj 1935 i Stockholm, är en svensk konsthistoriker, museiman och författare.
Hon är dotter till Gösta Berg och Gunnel Hazelius-Berg och kom att följa sina föräldrars museibana. På 1970-talet arbetade hon på Östergötlands museum i Linköping, och hon slutade sitt yrkesliv som avdelningschef på Nationalmuseum i Stockholm. Topelius disputerade 1985 på en avhandling om Vadstena damastfabrik, och skrev dessutom en lång rad andra böcker och artiklar i varierande ämnen, inte sällan tillsammans med sin make, Christer Topelius.